# James Gambier, 1.° Barão Gambier

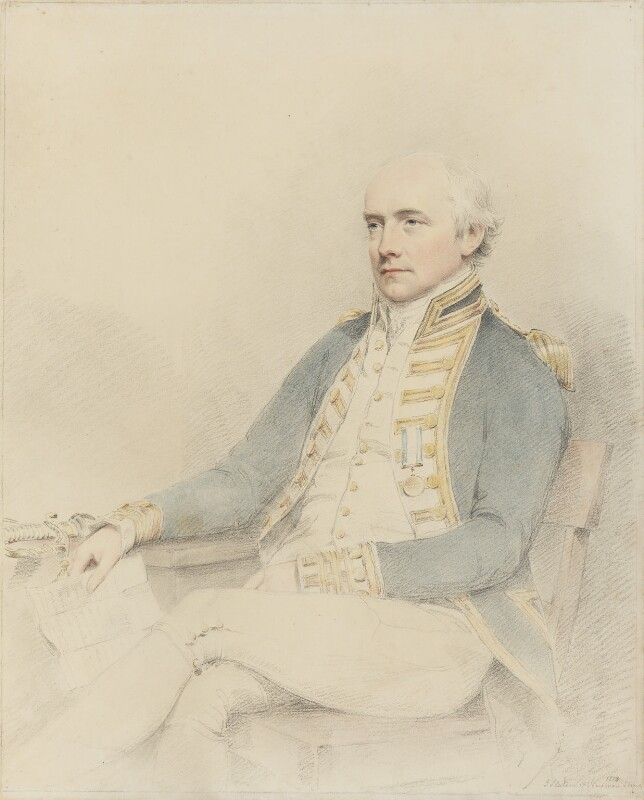
James Gambier

Almirante da Frota James Gambier, 1º Barão Gambier, (13 de outubro de 1756 – 19 de abril de 1833) foi um oficial da Marinha Real Britânica e administrador colonial. Após participar da captura de Charleston durante a Guerra Revolucionária Americana, ele participou novamente, como capitão do navio de terceira classe HMS Defence, na batalha do Glorioso Primeiro de Junho em 1794, durante as Guerras Revolucionárias Francesas, obtendo a distinção de comandar o primeiro navio a romper a linha inimiga.
Gambier tornou-se Lorde Comissário do Almirantado e Primeiro Lorde Naval e depois serviu como Governador da Terra Nova. Junto com o General Lorde Cathcart, ele supervisionou o bombardeio de Copenhague durante as Guerras Napoleônicas. Posteriormente, sobreviveu a uma acusação de covardia por sua inação na Batalha das Estradas Basque.

## Início de carreira
Nascido como o segundo filho de John Gambier, o Tenente-Governador das Bahamas e a bermudiana Deborah Stiles, Gambier foi criado na Inglaterra por sua tia, Margaret Gambier, e seu marido, o Almirante Charles Middleton, 1º Barão Barham. Ele era sobrinho do Vice-Almirante James Gambier e do Almirante Lorde Barham e tornou-se tio da romancista e escritora de viagens Georgiana Chatterton.

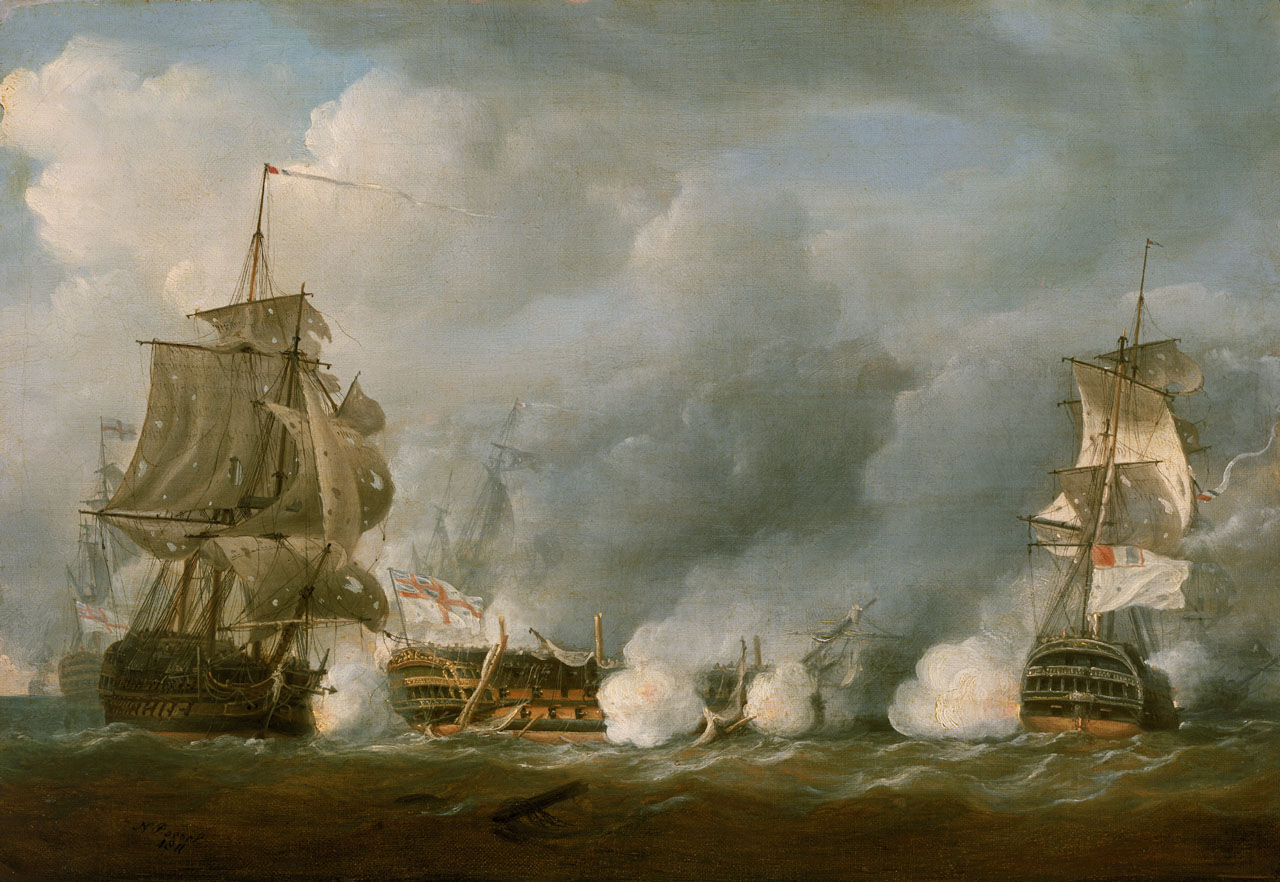
O navio de terceira classe, comandado por Gambier, no Glorioso Primeiro de Junho em 1794

Gambier ingressou na Marinha em 1767 como aspirante a bordo do navio de terceira classe HMS Yarmouth, comandado por seu tio, que servia como navio de guarda no Medway, e o seguiu para servir a bordo do navio de quarta classe de 60 canhões HMS Salisbury em 1769, onde serviu na Estação da América do Norte. Ele foi transferido para o navio de quarta classe de 50 canhões HMS Chatham sob o Contra-Almirante Parry, em 1772, nas Ilhas de Barlavento. Gambier foi colocado no sloop HMS Spy e depois enviado à Inglaterra para servir no navio de terceira classe de 74 canhões HMS Royal Oak, um navio de guarda em Spithead. Foi comissionado como tenente em 12 de fevereiro de 1777, posto em que serviu sucessivamente no sloop Shark, na fragata de 24 canhões HMS Hind, no navio de terceira classe HMS Sultan sob o Vice-Almirante Lorde Shuldham, e então no HMS Ardent sob a bandeira de seu tio.
Lorde Howe promoveu Gambier a comandante em 9 de março de 1778 e lhe deu o comando do navio-bomba HMS Thunder, que prontamente perdeu os mastros e se rendeu aos franceses. Ele foi feito prisioneiro por um curto período e, após ter sido trocado, foi promovido a capitão em 9 de outubro de 1778 e nomeado para a quinta classe de 32 canhões HMS Raleigh e participou da captura de Charleston em maio de 1780 durante a Guerra Revolucionária Americana. Foi nomeado comandante do navio de quinta classe HMS Endymion, navegando em águas britânicas, mais tarde naquele ano. Em 1783, ao final da Guerra, foi colocado em meio soldo.
Em fevereiro de 1793, após o início das Guerras Revolucionárias Francesas, Gambier foi nomeado para comandar o navio de terceira classe de 74 canhões HMS Defence sob Lorde Howe. Por sua fé evangélica, era considerado um homem intensamente religioso, apelidado de Dismal Jimmy (Jimmy Sombrio), pelos homens sob seu comando. Como capitão do Defence, Gambier participou da batalha do Glorioso Primeiro de Junho em 1794, obtendo a distinção de comandar o primeiro navio a romper a linha inimiga e posteriormente recebendo a Medalha de Ouro Naval.

## Comando superior

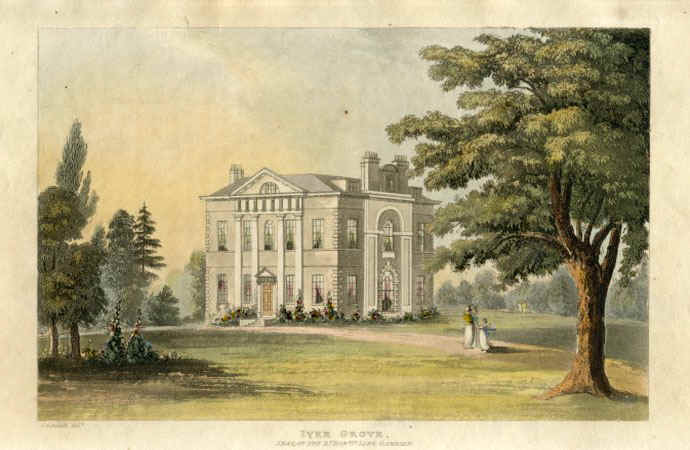
Iver Grove, a casa de Gambier em Buckinghamshire

Gambier foi nomeado para o Conselho do Almirantado liderado pelo Conde Spencer em março de 1795. Promovido a contra-almirante em 1 de junho de 1795, tornou-se Primeiro Lorde Naval em novembro de 1795. Promovido a vice-almirante em 14 de fevereiro de 1799, Gambier deixou o Almirantado após a queda do primeiro ministério Pitt em fevereiro de 1801 e tornou-se terceiro no comando da Frota do Canal sob o Almirante William Cornwallis, com sua bandeira no navio de segunda classe de 98 canhões HMS Neptune. Continuou como governador e comandante-chefe da Estação de Terra Nova em março de 1802. Nessa capacidade, concedeu direitos de propriedade sobre terras aráveis às pessoas locais, permitindo-lhes criar ovelhas e gado ali, e também garantiu que propriedades vagas ao longo da costa pudessem ser arrendadas aos habitantes locais. Foi por volta dessa época que ele também comprou Iver Grove em Buckinghamshire.
Gambier então retornou ao Almirantado como Lorde Comissário do Almirantado e Primeiro Lorde Naval no Conselho do Almirantado liderado pelo Visconde Melville quando o segundo ministério Pitt foi formado em maio de 1804. Promovido a almirante pleno em 9 de novembro de 1805, Gambier deixou o Almirantado em fevereiro de 1806. Ele retornou brevemente para um terceiro mandato como Primeiro Lorde Naval no Conselho do Almirantado liderado por Lorde Mulgrave quando o Segundo Ministério Portland foi formado em abril de 1807.
Em maio de 1807, Gambier se voluntariou para comandar as forças navais, com sua bandeira no navio de segunda classe HMS Prince of Wales, enviadas como parte da campanha contra Copenhague durante as Guerras Napoleônicas. Junto com o General Lorde Cathcart, ele supervisionou o bombardeio de Copenhague de 2 de setembro até que os dinamarqueses capitularam após três dias (um incidente que trouxe alguma notoriedade a Gambier, já que o ataque incluiu um bombardeio do bairro civil). Os prêmios incluíram dezoito navios de linha, vinte e uma fragatas e brigues e vinte e cinco canhoneiras, juntamente com uma grande quantidade de suprimentos navais pelo qual recebeu agradecimentos oficiais do Parlamento, e em 3 de novembro de 1807 um título de nobreza, tornando-se Barão Gambier, de Iver no Condado de Buckingham.

## Batalha das Estradas Basque

Uma gravura satírica retratando Gambier e Cochrane durante a Batalha das Estradas Basque; Gambier é mostrado lendo a Bíblia, ignorando o pedido de Cochrane para perseguir a frota francesa

Em 1808, Gambier foi nomeado para comandar a Frota do Canal. Em abril de 1809, ele perseguiu um esquadrão de navios franceses que haviam escapado de Brest para as Estradas Basque. Ele convocou um conselho de guerra no qual Lorde Cochrane recebeu o comando do esquadrão costeiro, e que posteriormente liderou o ataque. Gambier recusou-se a comprometer a Frota do Canal após o ataque de Cochrane, usando navios de explosão que encorajaram o esquadrão francês a desviar-se mais para as águas rasas do estuário. Esta ação resultou na maior parte da frota francesa encalhando em Rochefort.
Gambier estava satisfeito com o papel de bloqueio desempenhado pelo esquadrão offshore. O Almirante Sir Eliab Harvey, que havia comandado o "Fighting Temeraire" na Batalha de Trafalgar, acreditava que eles haviam perdido uma oportunidade de infligir mais danos à frota francesa. Ele disse a Gambier: "Nunca vi um homem tão inadequado para o comando de uma frota quanto Vossa Senhoria." Cochrane ameaçou usar seu voto parlamentar contra Gambier em retaliação por não comprometer a frota à ação. Gambier pediu uma corte marcial para examinar sua conduta. A corte marcial, em 26 de julho de 1809 no Gladiator em Portsmouth, absolveu Gambier. Consequentemente, nem Harvey nem Cochrane foram nomeados pelo Almirantado para comandar pelo restante da guerra. O episódio teve nuances políticas e pessoais. Gambier estava conectado por família e política ao primeiro-ministro Tory William Pitt. No Parlamento, Cochrane representava o eleitorado de Westminster, que tendia a votar nos Radicais. No rescaldo das Estradas Basque, Cochrane e Gambier discutiram e Gambier excluiu Cochrane dos despachos da batalha. Cochrane tomou a medida incomum de se opor ao voto pro forma de agradecimento do parlamento a Gambier.

## Carreira posterior
Em 1814, Gambier fez parte da equipe que negociou o Tratado de Ghent, encerrando a Guerra de 1812 entre a Grã-Bretanha e os Estados Unidos. Foi nomeado Cavaleiro da Grã-Cruz da Ordem do Banho em 7 de junho de 1815. Promovido a Almirante da Frota em 22 de julho de 1830, ele morreu em sua casa, Iver Grove em Buckinghamshire, em 19 de abril de 1833 e foi sepultado no cemitério de St. Peter em Iver.

## Legado
Gambier foi um benfeitor fundador do Kenyon College nos Estados Unidos, e a cidade que foi fundada com ele, Gambier, Ohio, é nomeada em sua homenagem, assim como o Monte Gambier, a cidade e o vulcão dormente na Austrália do Sul, e a Ilha Gambier na Colúmbia Britânica, bem como as Ilhas Gambier na Polinésia Francesa. Gambier aparece como um personagem secundário perto do final de Flying Colours, um romance de 1938 de Horatio Hornblower escrito por C. S. Forester.

## Vida pessoal
Em julho de 1788, Gambier casou-se com Louisa Mathew, filha de Daniel Mathew, 1718-1777, de Felix Hall, Kelvedon, Essex e St Kitts, Índias Ocidentais, e Mary Elizabeth Byam, 1729-1814; eles não tiveram filhos.

## Outras fontes
- -  Chisholm, Hugh, ed. (1911). «Gambier, James Gambier, Baron». Encyclopædia Britannica (em inglês) 11.ª ed. Encyclopædia Britannica, Inc. (atualmente em domínio público)